# Kelwitts Stern
Kelwitts Stern ist ein Science-Fiction-Roman von Andreas Eschbach aus dem Jahr 1999.

## Inhalt
Auf dem fernen Planeten Jombuur lebt eine extraterrestrische Spezies, bei der es Sitte ist, jedem Neugeborenen einen Stern zu schenken, den dieser dann im Rahmen der sogenannten Orakelfahrt besuchen kann. So ist eines Tages auch unsere Sonne verschenkt worden, und zwar an den Jombuuraner Kelwitt, den Protagonisten. Er unternimmt die Orakelfahrt, um sich Klarheit über den künftigen Verlauf seines Lebens zu verschaffen. Im Dezember 1999, kurz vor der Jahrtausendwende, stürzt Kelwitt aufgrund seiner Unvorsichtigkeit auf der Erde ab, wobei aus dem Frachtbehälter des Raumschiffes Samen der sogenannten „Augenöffnerblume“ entweichen, die er nicht mehr rechtzeitig vor seinem Start vom Mutterschiff hat entladen können. 
Kelwitt gerät durch eine Verkettung von Zufällen zur Familie Mattek auf der Schwäbischen Alb, bei der er die Sprache, Bräuche und Sitten der Menschheit erlernt, die ihm seltsam vorkommen, insbesondere das Konzept der Sexualität. Ihm wird klar, dass er selbst entscheiden kann, wie er sein künftiges Leben gestalten will. Allerdings verschlechtert sich sein Gesundheitszustand aufgrund der Zusammensetzung der Erdatmosphäre zusehends, weshalb er kurz vor Silvester 1999 zu seinem inzwischen vom Geheimdienst bewachten Raumschiff zurückkehren muss.
Gerade als er und die ihn zum Raumschiff befördernde Familie Mattek von dem  Geheimdienstagenten Ochsenfrosch bedroht werden, blühen überall auf der Erde die Samen der Augenöffnerblume auf und verströmen ihren Duft. Für einen Moment erkennen die Menschen mit einmaliger Objektivität, ohne von den eigenen Ängsten oder Zwängen beeinflusst zu werden, was sie gerade tun. Daraufhin gibt der Agent die Passage frei, und Kelwitt verlässt die Erde – mit dem Beschluss, Raumfahrer zu werden.

## Auszeichnungen
- 2000 – Kurd-Laßwitz-Preis für Kelwitts Stern als bester Roman